# Battaglia di Monte Camino
La battaglia di Monte Camino indica gli scontri avvenuti durante la seconda guerra mondiale nell'ambito della Campagna d'Italia e nello sfondamento della linea difensiva tedesca che precede la Gustav, ovvero la "Linea Bernhardt" o "Winter Line" per gli Alleati.
Le battaglie furono due:
- la prima, si è svolta tra il 5 ed il 16 novembre 1943 tra truppe britanniche e tedesche, sul versante Sud per la conquista del monte Camino;  tra la terza Divisione americana ed i tedeschi invece, sul versante Nord-Est per la conquista dei monti: La Defensa, La Remetanea e Maggiore.
- la seconda, combattuta tra il 2 ed il 9 dicembre 1943, con lo stesso schieramento sul versante Sud, mentre sul versante Nord-Est, la terza Divisione è sostituita dalla 36à Divisione Texas che include oltre al 142º Reggimento, anche tre Reggimenti del commando statunitense-canadese della First Special Service Force.

La seconda battaglia (2-9 dicembre) rientra nell'Operazione Raincoat, così chiamata per la pioggia persistente che cadde durante i combattimenti sulla Linea Bernhardt (Winter Line).

## Cronologia
Il Monte La Defensa è uno dei picchi del massiccio del Monte Camino (960 m s.l.m.) che formava la parte sinistra della "porta" dominante la stretta di Mignano, punto chiave per la 5ª Armata americana della via verso Cassino, la valle del Liri e quindi verso Roma. La montagna stessa era divenuta un punto di stallo per le forze armate statunitensi e per quelle britanniche a causa della resistenza posta dalla Wehrmacht lungo la linea Bernhardt.
La battaglia di Monte La Defensa fu il più importante combattimento, in Italia, per la First Special Service Force , un'unità speciale di combattimento composta da militari statunitensi e canadesi, detta anche "Brigata del diavolo", inquadrata nella 36ª Divisione di Fanteria Americana. Questa unità speciale di combattimento si avvalse dell'addestramento ricevuto al combattimento invernale e montano nel campo di Fort William Henry Harrison ad Helena nel Montana, per scalare il monte dal lato più impervio ed attaccare di sorpresa e alle spalle le forze della 15ª Panzer Grenadier Division ivi stanziate. Circa 600 uomini arrampicatisi nottetempo lungo le sue ripide coste attaccarono i tedeschi sorprendendo la guarnigione che lo difendeva e avendo ragione di essa dopo due ore di aspri combattimenti, molti dei quali corpo a corpo riuscendo in un'impresa considerata quasi impossibile.
La 36ª Divisione di Fanteria Americana attaccò il Monte Maggiore, alla destra della First Special Service Force, mentre la 56ª e la 46ª Divisione di Fanteria britanniche attaccavano il Monte Camino alla sinistra. Ci vollero 7 giorni di combattimento ed elevate perdite per sgomberare definitivamente le postazioni tedesche.
L'unità speciale si distinse anche in altre battaglie (soprattutto sul fronte di Anzio dove si meritò l'appellativo di Devil's Brigade e "Diavoli neri", perché i suoi uomini attaccavano, spesso all'arma bianca, di notte con il volto dipinto di nero lasciando sui cadaveri dei cartoncini con la scritta "Das dicke Ende kommt noch" - "Il peggio deve ancora venire", a scopo intimidatorio) ed entrando per prima a Roma il 4 giugno 1944. 
Nei mesi di combattimento sul fronte italiano, subì perdite pari a circa il 77% del suo organico, a dimostrazione del fatto che le venivano affidate le missioni più rischiose. 
Il 2° reggimento della 1a forza di servizio speciale ha subito 400 vittime nell'operazione. Il tenente colonnello MacWilliam, comandante del reggimento, era tra i 27 canadesi uccisi.

## Filmografia
- La brigata del diavolo film del 1968 di Andrew V. McLaglen, sulla battaglia di Monte La Defensa.